# Alignement (alliance politique)
Pour les articles homonymes, voir Alignement.
L'Alignement (hébreu : המערך, HaMa'arakh) était une alliance des partis de gauche majeurs en Israël des années 1960 à 1990. Il fut fondé en 1965 en tant qu'alliance entre le Mapaï et l'Akhdut HaAvoda, mais fut dissous trois ans plus tard lorsque ces deux partis et le Rafi fusionnèrent de manière formelle en Parti travailliste. En 1969, une nouvelle alliance portant le nom d'Alignement fut créée entre le Parti travailliste et le Mapam, obtenant alors 63 sièges à la Knesset, ce qui en fait le seul parti y ayant obtenu jusqu'à ce jour une majorité absolue.

## Le premier Alignement
La première mouture de l'Alignement, dont le nom complet est HaMa'arakh LeAhdut Poalei Eretz Yisrael (hébreu : המערך לאחדות פועלי ארץ ישראל, littéralement « Alignement pour l'Unité des Travailleurs de la Terre d'Israël », était une alliance du Mapaï et l'Akhdut HaAvoda formée à l'occasion des élections législatives israéliennes de 1965. Cette formation était une réponse à la fusion des deux partis majeurs de la droite israélienne, le Hérout et le Parti libéral, pour former le Gahal, et ainsi essayer de conserver la suprématie de la gauche sur la politique israélienne.
Lors des élections législatives qui suivirent, l'Alignement obtint 36,7 % des suffrages et 45 des 120 sièges à la Knesset, ce qui suffit à battre le Gahal qui en gagna 26, bien que cela soit inférieur aux scores obtenus par le Mapaï lors des élections législatives de 1951 et 1959. Le chef du parti, Levi Eshkol, forma un gouvernement de coalition avec le Parti national religieux, le Mapam, les Libéraux indépendants, le Poale Agoudat Israel ainsi que deux partis arabes israéliens, Progrès et Développement et Coopération et Fraternité.
Le 23 janvier 1968, le Mapaï et l'Akhdut HaAvoda et Rafi (bien que son chef, David Ben Gourion s'y soit refusé et ait quitté le parti pour créer sa propre formation, la Liste nationale) fusionnèrent de manière formelle en Parti travailliste israélien, l'Alignement cessant par là d'exister.

## Le second Alignement
Le 28 janvier 1969, le parti travailliste israélien créa une nouvelle alliance avec le Mapam, nommée Alignement. L'alliance possédait 63 sièges, ce qui constitua la seule fois où une faction unique possédait la majorité à la Knesset.
Lorsque Levi Eshkol mourut le 26 février 1969, Golda Meir lui succéda, devenant la première et, jusqu'à présent, la seule femme Premier ministre d'Israël, faisant du pays un des premiers à avoir une femme dirigeant le gouvernement.
La victoire d'Israël lors de la Guerre des Six Jours appuya la popularité du parti, et conduisit à sa victoire prévisible lors des élections législatives de 1969. Bien qu'il perdit alors sa majorité, les 46,2 % des scrutins et les 56 sièges obtenus furent (et restent) la meilleure performance électorale de l'histoire politique israélienne. Golda Meir poursuivit avec un gouvernement d'unité nationale incluant le Gahal, le Parti national religieux, les Libéraux indépendants, Progrès et développement et Coopération et fraternité jusqu'en 1970 lorsque le Gahal en sortit après que le gouvernement eut adopté en principe le plan Rogers, bien qu'ayant au dernier instant décidé du contraire.
Lors de la session de la Knesset, le parti obtint un siège supplémentaire lorsque Meir Avizohar fit défection à la Liste nationale.

### Dans les années 1970
La période de la septième Knesset recouvrait aussi un évènement majeur dans la chute du parti. Le 6 octobre 1973, alors que les Israéliens observaient le Yom Kippour, une attaque surprise fut déclenchée par l'Égypte et la Syrie conduisant à la Guerre du Kippour. Bien qu'Israël ait récupéré rapidement le terrain initialement perdu, la guerre fut considérée de manière générale comme un échec, et le gouvernement dut faire face à une critique significative. La Commission Agranat fut créée afin d'examiner les circonstances ayant conduit à la guerre.
Une élection se tint avant que la Commission puisse publier ses résultats. La colère envers le gouvernement ne se fit pas cependant sentir de manière sensible, l'Alignement remportant 39,6 % des suffrages et 51 sièges. Cependant, le nouveau parti de droite, le Likoud, remporta 39 sièges, et talonnait donc l'Alignement. Golda Meir forma alors une coalition avec le Parti national religieux et les Libéraux indépendants. Cependant, dix jours après que la Commission Agranat eut publié ses résultats le 1er avril 1974, Golda Meir démissionna, malgré le fait que le rapport la dégage, elle ainsi que le ministre de la Défense, Moshe Dayan, de toute responsabilité.
Yitzhak Rabin prit alors la direction du parti travailliste, l'emportant sur Shimon Peres dans une lutte pour la suprématie. Cette rivalité conduisit à une brouille longue entre les deux hommes, après qu'Yitzhak Rabin eut décrit Shimon Peres comme un « intrigant infatigable » dans son autobiographie. Yitzhak Rabin forma un nouveau gouvernement avec le Ratz, les Libéraux indépendants, Progrès et développement et la Liste arabe pour les bédouins et les villageois, autre parti arabe israélien associé à l'Alignement. Le Parti national religieux rejoignit la coalition peu de temps après, bien que cela ait précipité le départ du Ratz, séculier.
Les divisions internes au parti commençaient également à être visibles, le Mapam ayant quitté la coalition, comme le firent également Progrès et développement et la Liste arabe pour les bédouins et les villageois, venus sous le chapeau de l'Alignement sous la direction d'Yitzhak Rabin. Bien que le Mapam ait réintégré la coalition, les deux partis arabes rompirent tout lien avec le parti, s'unissant pour créer la Liste arabe unie. Deux autres membres de la Knesset, Aryeh Eliav et Mordechai Ben-Porat, quittèrent aussi le parti. Le premier créa le Ya'ad – Mouvement des droits civiques puis la Faction socialiste indépendante, le second devenant membre indépendant de la Knesset.
En 1976, le gouvernement de l'Alignement fut touché par l'affaire Yadlin, concernant des transactions financières illégitimes par des membres influents du parti, comme Asher Yadlin et Avraham Ofer. L'année suivante, Yitzhak Rabin fut victime d'un double scandale, lorsqu'il fut révélé que sa femme Leah possédait un compte bancaire à l'étranger, ce qui était illégal en Israël à ce moment (épisode dit par la suite affaire du compte en dollars). Il endossa aussi la responsabilité d'une rupture apparente du Shabbat sur une base de la Force aérienne et spatiale israélienne. Yitzhak Rabin démissionna après ce dernier incident, et Shimon Peres lui succéda alors comme Premier ministre pour la courte période avant les élections suivantes.
Peu de temps avant l'élection, l'Alignement subit un autre choc lorsque Yitzhak Rabin annonça que le président américain Jimmy Carter soutenait l'idée israélienne de frontières défensives. Shimon Peres mena le parti lors des élections législatives de 1977, qui se trouvèrent être un tournant historique de la vie politique israélienne : pour la première fois, la gauche fut battue. L'Alignement ne remporta que 24,6 % des suffrages, soit une chute de plus d'un tiers, et obtint seulement 32 sièges à la Knesset. À l'opposé, le Likoud de Menahem Begin obtint 43 sièges. Menahem Begin put alors former une coalition de droite avec le Shlomtzion (qui fusionna rapidement avec le Likoud), le Parti national religieux, l'Agoudat Israel et le Dash. Même après la disparition de ce dernier, Menahem Begin conserva sa majorité.
Bien que la désastreuse Guerre du Kippour fut un facteur de la lourde défaite du parti, les allégations de corruption et de népotisme (souligné par des scandales variés) et la colère contre le biais perçu du parti pour les Ashkénazes par rapport aux Mizrahims ont aussi joué un rôle majeur dans le résultat final.
Le fait que Menahem Begin offre à Moshe Dayan le poste de Ministre des affaires étrangères, bien que son parti ne fasse pas partie de la coalition, constitua une autre gêne pour l'Alignement. Moshe Dayan accepta l'offre, et fut renvoyé du parti. Après avoir siégé comme membre indépendant de la Knesset, il fonda le Telem.
Cependant, l'Alignement avait encore un rôle important à jouer : il appuya ainsi l'approbation des Accords de Camp David et du Traité de paix israélo-égyptien à la Knesset. Ce rôle était nécessaire, de nombreux membres de la Knesset appartenant au Likoud ayant quitté le parti pour former les partis d'oppositions (Un Israël, Rafi-Liste nationale, et Tehiya) ou pour siéger comme indépendants (Yosef Tamir), de nombreux autres (parmi lesquels Ariel Sharon et Yitzhak Shamir) s'abstenant.
Bien qu'ayant perdu Moshe Dayan, le parti obtint deux sièges supplémentaires, les anciens membres du Dash Meir Amit et David Golomb quittant le Shinui.

### Dans les années 1980
La coalition se remit des évènements précédents lors des élections législatives de 1981, en remportant 36,6 % des suffrages, soit un gain de 12 % des voix, et en obtenant 47 sièges. Cependant, le Likoud en obtint 48, ce qui permit à Menahem Begin de former un gouvernement avec l'aide des petits partis de droite et des partis religieux. Le Ratz fusionna brièvement avec l'Alignement, mais fit à nouveau sécession. Néanmoins, à la fin de la session de la Knesset, la coalition dépassa son rival en nombre de sièges, deux députés du Likoud le quittant pour la rejoindre. L'Alignement fut aussi aidé lorsque les Libéraux indépendants s'y joignirent en 1984.
Avec Shimon Peres toujours à la tête de la coalition, les élections législatives de 1984 conduisirent à une impasse. Bien que l'Alignement remportât 44 sièges à la Knesset et le Likoud 41, il ne put rassembler assez de soutien de petits partis fiables afin de former un gouvernement (le parti le plus important après possédait cinq sièges, et deux des petits partis de gauche, le Hadash et la Liste progressiste pour la Paix, n'étaient pas considérés comme partenaires potentiels de coalition en raison de leurs positions d'extrême-gauche). Cependant, le Likoud se trouvait dans la même situation, ne pouvant pas travailler avec le Kach. Cette situation conduisit à la formation d'une grande coalition de l'Alignement, du Likoud, du Parti national religieux, d'Agoudat Israel, du Shas, du Morasha, du Shinui et de l'Ometz (qui fusionna par la suite avec le Likoud). Avec 97 sièges, cette coalition fut la plus importante de l'histoire politique d'Israël, avec les gouvernements d'unité nationale.
Shimon Peres et le nouveau dirigeant du Likoud Yitzhak Shamir tombèrent d'accord pour le partage du pouvoir, avec Shimon Peres comme Premier ministre les deux premières années et Yitzhak Shamir les deux dernières de la session de la Knesset. Lorsque Yitzhak Shamir prit son tour, le Shinui quitta la coalition. L'Alignement termina la session avec six députés en moins, le Mapam faisant sécession en raison de l'accord de partage de pouvoir. La coalition perdit aussi un député passé au Ratz (Yossi Sarid), un passé au Shinui (Yitzhak Artzi) et un pour le nouveau Parti démocratique arabe (Abdulwahab Darawshe) mais en récupéra trois lors de la fusion du Yachad dans l'Alignement.
Les résultats des élections législatives de 1988 furent également ambigus, le Likoud obtenant 40 sièges et l'Alignement 39. Un autre accord de partage du pouvoir fut passé, et la coalition résultante contrôlait 97 sièges à la Knesset. Elle comprenait le Likoud, l'Alignement, le Parti national religieux, l'Agoudat Israël et le Degel HaTorah. 
Cependant, en 1990, Shimon Peres fit une offre pour obtenir le pouvoir par la création d'une coalition plus restreinte de 61 sièges, avec les partis ultra-orthodoxes Shas, Agoudat Israël et Degel HaTorah et les partis de gauche Mapam, Ratz et Shinui. L'offre échoua au dernier moment, et l'Alignement fut exclu de la coalition pour les deux années restantes de la session de la Knesset. Le parti perdit aussi un député, Efraim Gur, qui créa Unité pour la Paix et l'Immigration avant de rejoindre le Likoud. Cet épisode fut ultérieurement connu en Israël comme le « Sale tour ».
Le 7 octobre, l'Alignement fut formellement fusionné au sein du Parti travailliste israélien et cessa d'exister.

## Résultats électoraux

### Élections législatives
| Année d'élection | Chef de file | Voix    | %    | Rang | Sièges   | Gouvernement |
| ---------------- | ------------ | ------- | ---- | ---- | -------- | ------------ |
| 1965             | Levi Eshkol  | 443 379 | 36,7 | 1er  | 45 / 120 | Meir I       |
| 1969             | Golda Meir   | 632 135 | 46,2 | 1er  | 56 / 120 | Meir II      |
| 1973             | Golda Meir   | 621 183 | 39,6 | 1er  | 51 / 120 | Gouvernement |
| 1977             | Shimon Peres | 430 023 | 24,6 | 2e   | 32 / 120 | Opposition   |
| 1981             | Shimon Peres | 708 536 | 36,6 | 2e   | 47 / 120 | Opposition   |
| 1984             | Shimon Peres | 724 074 | 34,9 | 1er  | 44 / 120 | Gouvernement |
| 1988             | Shimon Peres | 685 363 | 30,0 | 2e   | 39 / 120 | Opposition   |